# ماداری پور۳
ماداری پور۳ (به لاتین: Madaripur-3) یک منطقهٔ مسکونی در بنگلادش است که در ناحیه مداری‌پور واقع شده‌است.